# Baru
Baru ("předek krokodýla" v jazyce Austrálců) byl rod středně velkého mekosuchinního krokodýla, který žil v období pozdního oligocénu až středního miocénu (asi před 35 až 15 miliony let) na území Austrálie (Queensland a Severní teritorium).

## Popis

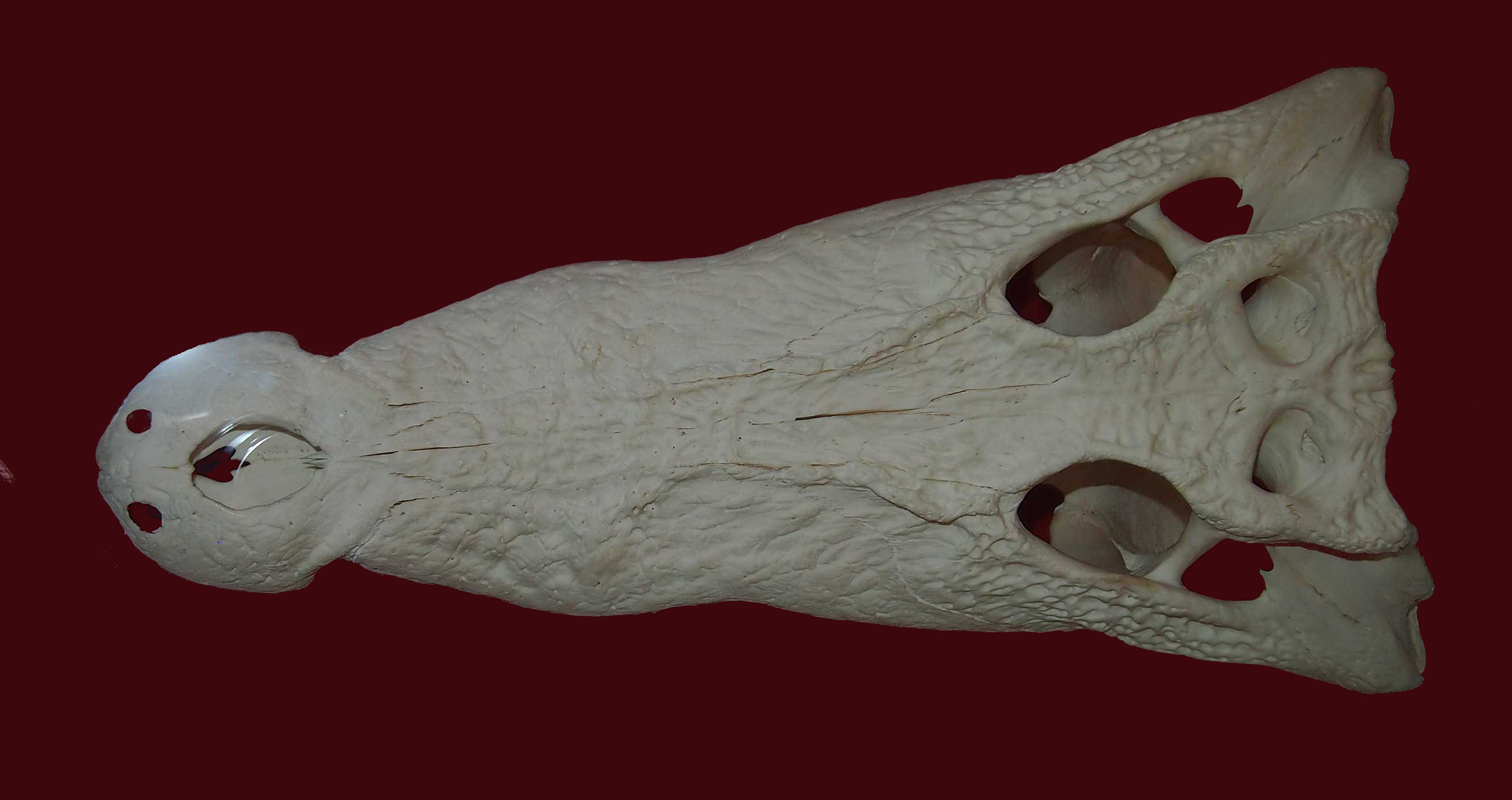
Lebka druhu Baru darrowii.

Baru byl obojživelný druh krokodýla, který žil podobně jako jeho dnešní příbuzní. Kořist pravděpodobně získával útokem z vody. Délka tohoto krokodýla dosahovala asi 4 až 5 metrů.

## Historie
V současnosti rozeznáváme tři druhy tohoto rodu, typový B. darrowi byl formálně popsán v roce 1990. Další dva druhy byly popsány roku 1997.